# Arvid Andersson (Gewichtheber)

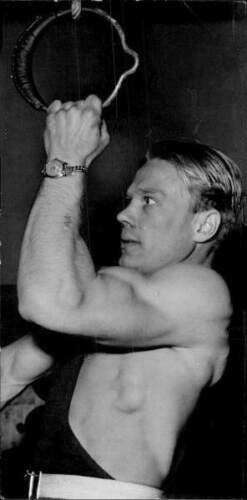
Arvid Andersson (1940er Jahre)

Olof Arvid Andersson (* 19. Mai 1919 in Bäckebron, Värmland, Schweden; † 20. September 2011 in Kristinehamn, Värmland) war ein schwedischer Gewichtheber. Er wurde 1946 Weltmeister im Federgewicht.

## Werdegang
Arvid Andersson begann als Jugendlicher im Sportclub Kristinehams ABK mit dem Gewichtheben. Er war Feuerwehrmann in Kristinehamn. Bereits Anfang der 1940er Jahre wurde er ein schwedischer und bald auch ein internationaler Spitzenheber. Weil in den Jahren 1939 bis 1945 wegen des Zweiten Weltkrieges keine Olympischen Spiele und keine Welt- und Europameisterschaften stattfanden, musste er bis 1946 warten, bis er an einer internationalen Meisterschaft teilnehmen konnte.
In diesem Jahr startete er bei der Weltmeisterschaft in Paris und gewann dort im Federgewicht mit 320 kg (90-100-130) im olympischen Dreikampf den Weltmeistertitel. Dabei verwies er Mahmoud Fayad aus Ägypten und Moissei Kasjanik aus der Sowjetunion auf die nächsten Plätze. Arvid Andersson war damit der erste Gewichtheber, der nach dem Zweiten Weltkrieg Weltmeister wurde. Die sowjetischen Gewichtheber waren 1946 ganz überraschend bei der Weltmeisterschaft in Paris erschienen, obwohl ihr Verband damals noch nicht dem Gewichtheber-Weltverband angehörte. Der Gewichtheber-Weltverband ließ die sowjetischen Heber starten.
Bei der Weltmeisterschaft 1947 in Philadelphia war Arvid Andersson nicht am Start. Er gewann aber in diesem Jahr in Helsinki den Europameistertitel im Federgewicht vor Jewgeni Lopatin und Moissei Kasjanik. Er erzielte dabei im olympischen Dreikampf wieder 320 kg.
Ausgerechnet im Olympiajahr 1948 war Arvid Andersson verletzungsbedingt nicht in der Lage, sich gut auf die Olympischen Spiele in London vorzubereiten. Die Folge davon war, dass er in London mit einer Dreikampfleistung von 292,5 kg (85-92,5-115) weit unter seinen Möglichkeiten blieb und im Federgewicht nur auf den 13. Platz kam.
1949 wechselte er in das Leichtgewicht und erzielte bei der Weltmeisterschaft in Scheveningen im olympischen Dreikampf 322,5 kg (90-102,5-130). Mit dieser Leistung belegte er hinter dem Ägypter Ibrahim Shams und dem US-Amerikaner Joe Pitman den 3. Platz. Gleichzeitig holte er sich den Europameistertitel.
1950 und 1951 startete Arvid Andersson nicht bei den Welt- und Europameisterschaften. An den Olympischen Spielen in Helsinki nahm er aber im Leichtgewicht wieder teil. Mit einer Leistung von 317,5 kg (92,5-102,5-122,5) erreichte er aber nur den 12. Platz. Olympiasieger wurde Tamio Kono aus den Vereinigten Staaten vor Ewgeni Lopatin.
Arvid Andersson wurde in seiner Laufbahn auch sechsmal nordischer Meister, die genauen Ergebnisse von 1950 und 1953 sind bekannt, sowie zehnmal schwedischer Meister. Zudem erzielte er insgesamt 21 schwedische Rekorde in den verschiedenen Disziplinen.
1946 wurde er in Schweden mit der Goldmedaille der Zeitung Svenska Dagbladet, der berühmtesten Auszeichnung für schwedische Sportler, geehrt.
Nach Beendigung seiner aktiven Laufbahn war Arvid Andersson von 1955 bis 1957 "Verbandskapitan" der schwedischen Gewichtheber.

## Internationale Erfolge
| Jahr | Platz   | Wettbewerb                           | Gewichtsklasse | Ergebnisse |
| 1946 | 1.      | WM in Paris                          | Feder          | mit 320 kg (90-100-130), vor Mahmoud Fayad, Ägypten, 317,5 kg und Moissei Kasjanik, UdSSR, 307,5 kg |
| 1947 | 1.      | EM in Helsinki                       | Feder          | mit 320 kg, vor Jewgeni Lopatin, UdSSR, 312,5 kg und Moissei Kasjanik, 310 kg |
| 1948 | 13.     | OS in London                         | Feder          | mit 292,5 kg (85-92,5-115); Sieger: Mahmoud Fayad, 332,5 kg (92,5-105-135), vor Rodney Wilkes, Trinidad, 317,5 kg (97,5-97,5-122,5)                                                                            |
| 1949 | 3. (1.) | WM in Scheveningen                   | Leicht         | mit 322,5 kg (90-102,5-130), hinter Ibrahim Shams, Ägypten, 352,5 kg (97,5-112,5-142,5) und Joe Pitman, USA, 342,5 kg (100-105-137,5); in der Europameisterschaftswertung belegte Arvid Andersson den 1. Platz |
| 1950 | 1.      | Nordische Meisterschaft in Stockholm | Leicht         | mit 322,5 kg (92,5-102,5-127,5), vor Johan Runge, Dänemark, 322,5 kg |
| 1952 | 12.     | OS in Helsinki                       | Leicht         | mit 317,5 kg (92,5-102,5-122,5); Sieger: Tamio Kono, USA, 362,5 kg (105-117,5-140), vor Jewgeni Lopatin, 350 kg (100-107,5-142,5)                                                                              |
| 1953 | 1.      | Nordische Meisterschaft in Larvik    | Leicht         | mit 325 kg (92,5-102,5-130), vor Tuure Tanni, Finnland, 322,5 kg |

Erläuterungen
- alle Wettkämpfe im olympischen Dreikampf, bestehend aus beidarmigem Drücken, Reißen und Stoßen
- OS = Olympische Sommerspiele, WM = Weltmeisterschaft, EM = Europameisterschaft
- Federgewicht, Gewichtsklasse bis 60 kg, Leichtgewicht, bis 67,5 kg Körpergewicht